# الدوري السويدي الدرجة الثانية 1956–57
الدوري السويدي الدرجة الثانية 1956–57 (بالسويدية: Division II i fotboll 1956/1957)‏ هو موسم من الدوري السويدي الدرجة الثانية. فاز فيه نادي سوندسفال ‏.